# بو جانسون
بو جانسون (بالسويدية: Bo Jansson)‏ هو متسابق خماسي حديث سويدي، ولد في 20 أبريل 1937 في أوبسالا في السويد.

## وصلات خارجية
- بو جانسون على موقع أوليمبيديا (الإنجليزية)
- بو جانسون على موقع اللجنة الأولمبية السويدية (السويدية)